# Fanny Eaton
Fanny Eaton (23 tháng 6 năm 1835 - 4 tháng 3 năm 1924) là một người mẫu và nghệ sĩ nội địa người Jamaica. Bà được biết đến nhiều nhất với công việc là người mẫu cho Brotherhood Pre-Raphaelite và vòng tròn của họ trong khoảng thời gian 1859 – 67. Tác phẩm đầu tay công khai của bà là trong The Mother of Moses của Simeon Solomon, được trưng bày tại Học viện Hoàng gia vào năm 1860. Bà cũng được đặc trưng trong các tác phẩm của Dante Gabriel Rossetti, John Everett Millais, Joanna Mary Boyce , Rebecca Solomon, và những người khác.

## Tuổi thơ và sự nghiệp
Eaton được sinh ra là Fanny Antwistle hoặc Entwhistle  vào ngày 23 tháng 6 năm 1835 tại St. Andrew, Jamaica. Mẹ bà là Matilda Foster, một phụ nữ gốc Phi, có thể sinh ra trong cảnh nô lệ. Không có người cha nào được nêu tên trong hồ sơ sinh của Eaton, cho thấy bà có thể đã bất hợp pháp. Eaton và mẹ bà đã đến Anh vào khoảng những năm 1840. Đến năm 1851, bà được ghi nhận là sống ở London, với mẹ và làm người giúp việc gia đình. Năm 1857, bà kết hôn với James Eaton, một chủ sở hữu và người lái xe ngựa, sinh ngày 17 tháng 2 năm 1838 tại Shoreditch. Họ cùng nhau có 10 đứa con.

## Làm người mẫu
Chính trong giai đoạn này của Fanny Eaton là mẹ và vợ mới, bà bắt đầu làm người mẫu cho Pre-Raphaelites. Eaton chủ yếu được mô hình hóa ra khỏi sự cần thiết; để tăng lương cho bà ấy như một "người phụ nữ " và cung cấp nguồn nuôi dưỡng cho 10 đứa con của bà ấy. Đặc điểm nổi bật của bà thường được các nghệ sĩ sử dụng để miêu tả nhiều sắc tộc và nhân vật. Những nghiên cứu đầu tiên được thực hiện về bà là bản phác thảo bằng bút chì của Simeon Solomon vào năm 1859. Những bản phác thảo này đã được sử dụng để chuẩn bị cho Mẹ Moses của ông, hiện nằm trong bộ sưu tập phong phú của Bảo tàng Nghệ thuật Delwar. Hai bản phác thảo cụ thể từ loạt bài này, miêu tả bà Eaton là hai nhân vật trong Kinh thánh của Jochabed và Miriam. Bức tranh hoàn thành được trưng bày tại Học viện Hoàng gia vào năm 1860. Năm 1865, bà được Dante Gabriel Rossetti sử dụng cho nhân vật một trong những phù dâu trong bức tranh The Beloved. Jephthah dường như là bức tranh cuối cùng có Eaton.

### Ấn tượng
Mặc dù sự nghiệp người mẫu của Eaton cho Pre-Raphaelites dường như rất ngắn ngủi, nhưng tác động của bà vẫn không thể phủ nhận. Tác động này là đủ rõ ràng từ cơ thể lớn của công việc mà bà ấy đặc trưng. Trong một bức thư gửi Ford Madox Brown, Rossetti ca ngợi bà. Eaton vì vẻ đẹp không thể so sánh được và "cái đầu rất đẹp" của bà, một kỳ tích không đáng kể khi cho rằng thời đại này khét tiếng với tiêu chuẩn sắc đẹp cứng nhắc và định kiến chủng tộc dữ dội. Sinh ra ở thuộc địa Anh và là con gái của một nô lệ cũ, sự hiện diện trực quan trong tác phẩm nghệ thuật của Fanny Eaton đại diện cho một nhóm xã hội bên ngoài các thông số truyền thống của Victoria. Sự xuất hiện của bà trong các bức tranh và nghệ thuật Pre-Raphaelite tập trung sự chú ý vào "Người khác" trong xã hội Victoria, thách thức những kỳ vọng xã hội của phụ nữ da đen. Nghệ thuật Victoria thường miêu tả con người màu sắc như những nhân vật trang trí và họ hiếm khi được xem là hình mẫu của vẻ đẹp lý tưởng hóa.
Năm 2018, để kỷ niệm 100 năm quyền bầu cử của phụ nữ, tờ The Voice đã liệt kê Eaton - cùng với Kathleen Wrasama, Olive Morris, Connie Mark, Diane Abbott, Lilian Bader, Margaret Busby và Mary Seacole - trong số tám phụ nữ da đen có đóng góp cho sự phát triển của Anh.

## Qua đời
Đến năm 1881, Eaton đã góa vợ và đang làm thợ may. Trong những năm cuối đời, Eaton làm đầu bếp nội địa trên Đảo Wight cho một thương nhân bán rượu dựa trên Hammersmith và vợ ông, John và Fanny Hall. Tuy nhiên, đến năm 1911, Fanny được cho là đang sống cùng gia đình ở Hammersmith Fulham cùng với con gái Julia, con rể Thomas Powell và cháu ngoại của bà là Baden và Connie Powell. Sau một thời gian dài làm émigrée của tầng lớp lao động, Fanny Antwisle Eaton qua đời tại Acton vào ngày 4 tháng 3 năm 1924 ở tuổi 89 vì lão hóa và ngất.